# Santa Caterina di Pittinuri
Santa Caterina di Pittinuri è una borgata marina frazione del comune di Cuglieri, in provincia di Oristano, dal quale dista circa 14 km. È popolata principalmente d'estate, infatti è il luogo di villeggiatura estiva di numerosi turisti.
La località è famosa per la presenza di un costone di roccia calcarea a picco sul mare denominato in sardo Sa rocca de cagaràgas, e per un'insenatura a forma di fiordo nella roccia calcarea chiamata Su riu de sa ide.

## Geografia fisica

### Territorio
Santa Caterina di Pittinuri si trova presso la costa centro-occidentale della Sardegna, a pochi km più a Nord rispetto al golfo di Oristano.
La borgata o caletta è compresa tra Punta Cagaragas a sud e il promontorio della torre Pittinuri a nord, coronata da alte pareti di candida roccia calcarea ricca di grotte e anfratti.

### Clima
Santa Caterina rimane esposta ai venti occidentali. Il vento dominante è il maestrale, che spira da NW e raggiunge per alcuni giorni l'anno intensità di tempesta, con raffiche superiori ai 100 km/h. Questi eventi arrivano relativamente smorzati a Santa Caterina (intorno agli 70–80 km/h) grazie alla moderata schermatura della baia.
Durante l'estate si registra clima afoso solamente nelle ore centrali soprattutto nel mese di Luglio ed Agosto, durante il restante arco delle giornate le temperature rimangono medio alta ma mitigate dalla brezza marina.
Durante l'inverno Santa Caterina registra temperature abbastanza basse, non di rado però la baia si ricopre di un leggero strato di Neve e di ghiaccio.

## Storia

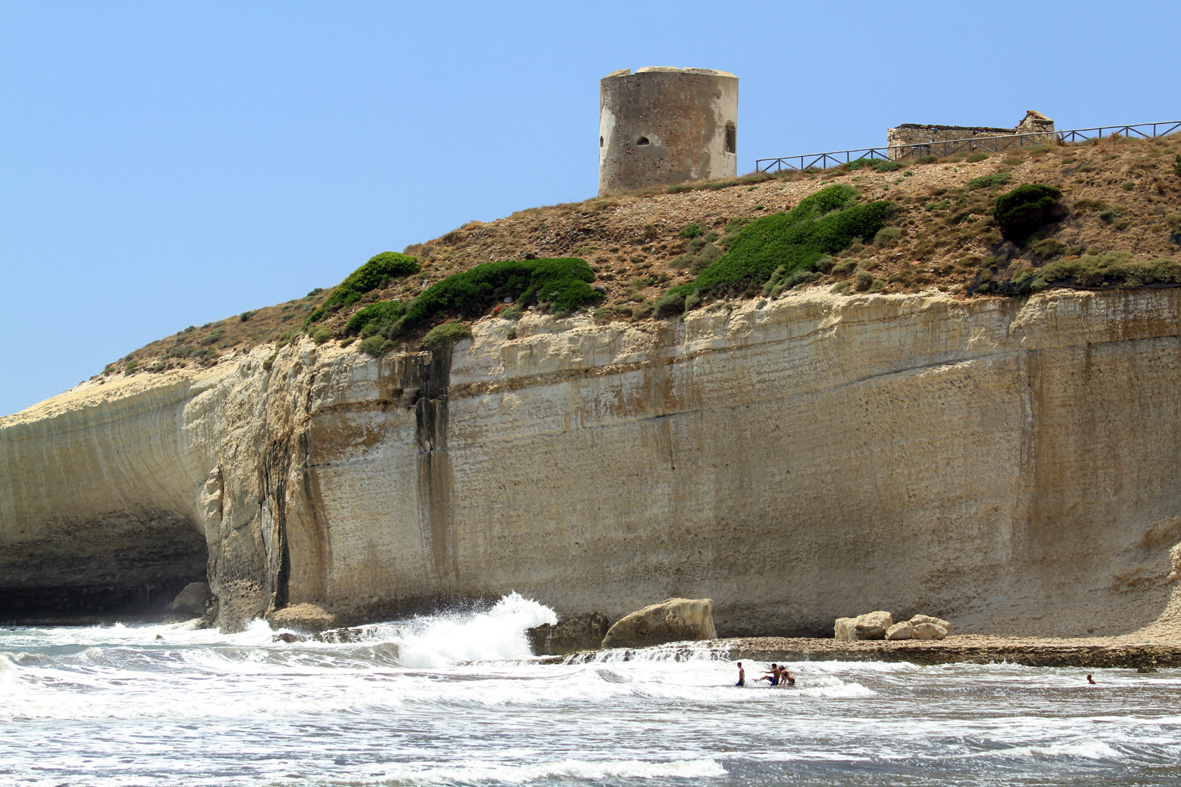
La torre costiera

Santa Caterina si è sviluppata nel periodo successivo alla seconda guerra mondiale nei dintorni dell'omonima Chiesa, nelle vicinanze di una delle Torri costiere della Sardegna costruite dagli spagnoli.
All'inizio era formata solo da casette molto rudimentali, quasi sicuramente seconde case che servivano come appoggio per pastori, poi queste sono state abbattute per far posto alle prime vere abitazioni, sorte negli anni cinquanta-sessanta, e costruite senza un piano urbanistico.
La borgata, pur non essendo molto grande, è divisa in due parti dal rio Santa Caterina che l'attraversa perpendicolarmente alla costa e sfocia al centro della baia.
A nord troviamo soprattutto abitazioni di recente costruzione, visibile dalla disposizione lineare; a sud invece troviamo le prime abitazioni costruite attorno alla chiesa.
Fino alle riforme amministrative del XIX secolo, il comune di Cuglieri e quindi anche la borgata erano in Provincia di Nuoro.
Negli ultimi anni la borgata è cresciuta molto grazie alla valorizzazione turistica, e la richiesta di posti letto ha portato alla necessità di costruire anche nelle zone libere della parte vecchia.
Proprio per l'aumento dei turisti si è deciso alla fine degli anni '80 di costruire una piazza Centro servizi, dalla struttura ad anfiteatro, che nel 2012 è stata ristrutturata.

## Feste e fiere

### Festa della Santa
Nella seconda domenica di maggio si celebra Santa Caterina. Il sabato sera, a Cuglieri la statua della Santa viene posta su un carro che, il giorno seguente, verrà trainato dai buoi fino a Santa Caterina di Pittinuri, dove i fedeli lo accolgono spargendo petali di rose sul Corso principale. La statua viene accompagnata da cavalieri, da una banda e una piccola processione di persone che all'arrivo nella borgata partecipano alla messa in onore alla Santa nella chiesa della borgata marina.
Il giorno seguente il simulacro viene riportato a Cuglieri.
Si tengono inoltre i festeggiamenti civili, in parte nella piazza Centro Servizi, dove si esibiscono i migliori cantanti isolani, mentre i più giovani si recano al luna-park che viene allestito nei pressi della piazza.

### Eventi estivi
Durante il mese di agosto hanno luogo vari eventi estivi inseriti nel programma dell'estate cuglieritana, fra cui i concerti di gruppi folk e cantanti di Cuglieri e di tutta la Sardegna ma anche uno spettacolo pirotecnico mozzafiato (durante la terza-quarta settimana d'agosto) che richiama molto pubblico da tutta la provincia e non, questo perché lo spettacolo si tiene sul mare dove i giochi di luce fanno risplendere la baia sulla quale la borgata si affaccia.
Dal 2003 questo spettacolo viene affiancato dalla Sagra del vitello arrosto, che si svolge nel boschetto antistante la spiaggia, infatti già dalla mattina interi vitelli allo spiedo vengono cucinati seguendo le antiche tradizioni.

## Infrastrutture e trasporti
Per arrivare a Santa Caterina di Pittinuri bisogna percorrere la Strada statale 292 Nord Occidentale Sarda, questa strada parte da Alghero fino ad Oristano.

### Trasporto pubblico
Il trasporto pubblico a Santa Caterina di Pittinuri è effettuato dall'"ARST", la linea è la 703 ORISTANO-CUGLIERI-BOSA.

### Distanze Stradali
- Cuglieri  - 13 km
- Oristano  - 26 km
- Cagliari  - 123 km